# 細川澄之
細川 澄之（ほそかわ すみゆき）は、室町時代後期から戦国時代にかけての武将、室町幕府29代管領。細川京兆家13代当主。

## 生涯
延徳元年（1489年）、関白・九条政基の二男として誕生した。母は武者小路隆光の娘。政基より九条家の家督を継いだ九条尚経は20歳ほど年の離れた異母兄である。
延徳3年（1491年）2月13日、2歳のとき、独身のため実子の無かった細川政元の養子となり、細川京兆家の世子が代々称した聡明丸を幼名として名乗る。
明応4年（1495年）7月、足利義澄に目通りし、家督と定められた。
文亀元年（1501年）5月末、政元から家督を譲られた。このことを、和泉国日根荘にいた実父・九条政基は、「抑も細川家の事、聡明丸（澄之）に仰せつけ、安富筑後守（元家）・薬師寺備後守（元一）両人を以て諸公事以下申し沙汰すべき由相定め了んぬ」と記している（『政基公旅引付』）。
しかし、政元の被官の中には、公家出身の澄之の家督継承に反対する者もいたため、文亀3年（1503年）、政元は、細川一門の細川成之の孫・六郎（のちの細川澄元）を後嗣とした。これにより、政元の後継者は、澄之と澄元の二人となった。政元は、摂津国と丹波国をそれぞれ二人に分与する方針であったようだが、管領家としての惣領をいずれにするかで、内衆（家臣団）は二派に分かれて争うことになった。
永正元年（1504年）、聡明丸は元服し、母方の従兄弟で室町幕府11代将軍・足利義澄より偏諱を賜り、澄之と名乗る。烏帽子親は細川政賢であった。
永正2年（1505年）5月、淡路守護の細川尚春や安冨氏、香川氏などと共に讃岐国の阿波細川氏を攻めるも細川成之や三好之長に敗北し、後継者の地位は澄元のものとなった。
永正3年（1506年）4月下旬、養父・細川政元は、丹後国守護・一色義有と争っていた若狭国守護・武田元信から助けを求められ、澄之を丹後国に派遣した。政元は、澄之と澄元に、円滑に家督を継承するため、澄之を丹波国守護に任じて下向させていた。
澄之は、丹後国宮津城を攻めたが、同年9月末になっても城は落ちなかった。結局、一色攻めは成功せず、丹後国賀屋城（加悦城）を攻めていた澄之は、永正4年（1507年）5月28日、帰京した。このとき、澄之は、一色氏被官の城将・石川直経と共謀し、世上へは、城は陥落したと触れた上で、軍を引き上げていた（『多門院日記』）。
永正4年（1507年）6月23日、香西元長の間諜・竹田孫七によって、養父・政元が自邸で暗殺された（永正の錯乱）。翌日24日、澄之や香西元長らの軍勢は細川澄元邸を攻め、澄元や三好之長らを近江国に追いやった。同年7月8日、幕府は、澄之を細川家の後嗣と定めた。しかし、細川澄元方は態勢を立て直し、もう一人の政元の養子・細川高国も澄元方に加わった。
永正4年（1507年）8月1日、細川高国・政賢・尚春らによって、京都の自邸を攻められ、香西元長や薬師寺長忠らと共に殺害された。享年19。
澄之政権は僅か40日で崩壊したが、澄之が支持されなかったのは細川家の血統では無かったためであり、細川一族の細川政賢や細川尚春らからも敵視されていた（『宣胤卿記』『多聞院日記』『 瓦林政頼記』）。

## 辞世の歌
自害する際、澄之は、実父・九条政基と母に書状をしたため、和歌を詠んだ。髪を少し添えて、涙とともに巻き込み、女房に託したと伝わる。

「御ふたりより先だち、後生菩提さかさまにとぶらはれ申さん事の口おしさよとて、おくに一首の歌をあそばしたまふ」

梓弓　はりて心は強けれど　引手すくなき　身とぞなりぬる

## 細川政元暗殺の背景
事件は、澄之を新たな京兆家当主として擁立することで三好之長ら阿波国の勢力を排除したい香西元長・薬師寺長忠ら京兆家被官が中心的な役割を果たしていたとされる。『両将記』によると、政元の寵臣・薬師寺長忠と澄元の被官・三好之長が不和であり、長忠は香西元長と相談し、澄元・之長を除こうとしたために永正の錯乱が起こったといい、澄之自身は政元の死と関係なく、単なる澄元の対抗馬にすぎなかったとされる。7月25日には、在京していた六角氏綱が近江国へ帰国し、京都の人々は恐怖したという（『多門院日記』）。『不問物語』によれば、六角氏は澄之と共に澄元や之長を討伐する手筈であったが、澄之を裏切ったとされる。
澄之と澄元の一連の戦いは、当初、細川京兆家の家督争いであると考えられていた。しかし、澄之の烏帽子親を務めた細川政賢や、細川尚春など、細川氏の人間はみな澄元方として参戦していることから、家督争いではなく、「細川氏とその家臣の対立」であったと考えられる。
『不問物語』によれば、澄之の切腹の介錯を務めた波々伯部盛郷は、高雄の尾崎坊にいた自身の孫・波々伯部正盛に、澄之の辞世の句や、澄之は政元暗殺に加担した不義の人であること、澄之には京兆家当主としての器がないこと、そのため、あえて澄之の「香西元長の嵐山城に移動しよう」という提案を断り、京で間接的に（澄元や之長の反転攻勢を利用して）命を絶たせようと考えたことなどを伝えたという。

## 細川家の養子となった背景
政元は、九条政基と武者小路隆光の娘の子である澄之を養子（将来の管領）とすることで、同じく隆光の娘（円満院）を母とする足利潤童子・足利義澄との結びつきを利用して権力の強化に努めようとしたとする説がある。
ただし、足利茶々丸による潤童子殺害によってこの計画が頓挫している上に、次の話から、この構想自体も否定されている。それは、政元が東国（越後国）への下向を望んでいたものの、宿老たちから「子供がいないのに東国へ行って、政元が死んでしまったら大変だ」と反対されたため、澄之が養子になったというものである。実際に、澄之が養子になることを記した文書が発見されており、そこには上原元秀、秋庭元重、薬師寺元長、安富元家、香川元景の署名がなされている。